# 神合乡
神合乡，是中华人民共和国四川省达州市大竹县曾经下辖的一个乡。2019年12月，撤销神合乡，将其所属行政区域划归文星镇管辖。

## 行政区划
神合乡撤销前下辖以下地区：
街道社区、海港村、坛水村、红五月村、张堂村和龙头寨村。